# 新砲戦車 ホチ
新砲戦車 ホチ(しんほうせんしゃ ホチ)とは、大日本帝国陸軍が第二次世界大戦時に計画していた砲戦車(火力支援車)である。

## 概要
砲戦車とは、元々は榴弾砲を旋回砲塔式に搭載した中戦車であり、既存の味方戦車では迅速な制圧が困難な目標を無力化するための車輌である。新砲戦車 ホチは（後の四式中戦車に発展する）新中戦車(甲)に75mmから105mm級榴弾砲を搭載した砲戦車として1942年(昭和17年)に計画されており、二式砲戦車の後継・発展型に位置づけられていた。
しかし、1943年(昭和18年)6月30日に開かれた陸軍軍需審議会幹事会において砲戦車の対戦車戦闘が重視され、設計や運用思想が変化したことで計画は中止となった。